# Президентские выборы в Гватемале (1921)
Непрямые президентские выборы в Гватемале прошли 15 декабря 1921 года. 

## Военный переворот
Вечером 5 декабря 1921 года группа старших офицеров армии вошла в резиденцию президента Карлос Эррера-и-Луна и потребовала его отставки. Он передал власть в руки военного триумвирата. В состав новой хунты входили генералы Хосе Мария Лима, Хосе Мария Орельяна и Мигель Ларрав.
«Через несколько часов после переворота триумвират заявил, что действующий Конгресс заседает незаконно и что, следовательно, все законодательные акты ассамблеи, включая принятие Конституции, не имели правовой основы. Конституция, действовавшая до 1921 года, и Ассамблея, существовавшая во время падения Кабреры, были восстановлены и преемник, назначенный Эррерой Хосе Эрнесто Селайя был лишён права занимать пост президента».
Конгресс избрал временным президентом генерала Хосе Марии Орельяна 15 декабря 1921 года. 
«Переворот, несомненно, был победой старой либеральной гвардии, которая была верна Эстраде Кабрере. Орельяна была личным фаворитом и протеже Эстрады Кабреры… Хотя маловероятно, что американские интересы инициировали переворот, Соединенные Штаты помогли усилиям Орельяны по консолидации власти».